# Ansevin de Camerino
 (août 2019).
Si vous disposez d'ouvrages ou d'articles de référence ou si vous connaissez des sites web de qualité traitant du thème abordé ici, merci de compléter l'article en donnant les références utiles à sa vérifiabilité et en les liant à la section « Notes et références ».
Ansevin de Camerino (en italien : Ansovino di Camerino), né au IXe siècle et mort le 13 mars 868, est un évêque italien. Il est évêque de Camerino de 850 environ jusqu’à sa mort.

## Biographie
Ansovino di Camerino est né à Camerino d'une famille d'origine lombarde au début du IXe siècle. Il fait ses études à Pavie, où il est devient un jeune conseiller et guide spirituel de l'empereur Louis II.
Vers l'an 850, il retourne à Camerino en tant que successeur de l'évêque décédé.
Au début, il refuse le poste : à l'époque, il est l'évêque responsable de l'armée en guerre et, selon la tradition, Ansevin répudie les violences. Louis II lui accorde la faveur de ne pas prendre les armes, aussi se rend-il à Rome pour être consacré évêque par le pape Léon IV. Il se rend de nouveau à Rome en 861 à l'occasion du concile convoqué par le pape Nicolas Ier.
La tradition veut qu’il ait été particulièrement généreux envers les plus pauvres et qu’il se soit proposé comme artisan de la paix entre les différentes factions. Il persuada les seigneurs locaux d'ouvrir leurs propres greniers pour les affamés en temps de famine, et visita continuellement les autres communautés, renforçant ainsi l'union avec son clergé.
Il a été pris d’un malaise sur la route et, dès son retour à Camerino, il est décédé entouré de prêtres. Selon la tradition, ses dernières paroles invitaient les fidèles à la charité mutuelle.
Son corps repose dans un cercueil en marbre datant du XIVe ou du XVe siècle dans la crypte de la cathédrale de Camerino.